# Mouvement réformateur
Mouvement réformateur (MR, česky Reformní hnutí) je belgická politická strana liberální orientace. MR je aktivní ve Valonsku a v Bruselském regionu. Hnutí je členem Liberální internacionály a Aliance liberálů a demokratů pro Evropu.
Členská základna čítá 5 900 členů. Předsedou strany je Didier Reynders.

## Historie
MR vzešlo roku 2002 z koalice stran pravostředové orientace (nové hnutí se přihlásilo k centrismu), tj.:
- Parti réformateur libéral (PLF, Liberální reformní strana)
- Partei für Freiheit und Fortschritt (PFF, germanofonní Strana pro svobodu a pokrok)
- Front démocratique des francophones (FDF, Frankofonní demokratická fronta)
- Mouvement des citoyens pour le changement (MCC, Hnutí občanů pro změnu)

Ve volbách do Sněmovny reprezentantů v roce 2003 získalo 748 954 hlasů (tj. 11,4 %) a 24 mandátů. Ve volbách do europarlamentu 2004 získalo MR 3 mandáty.
Ve všeobecných volbách 2007 obdrželi reformisté zisk 835 073 (tj. 12,52 %) a stali se s 23 zvolenými zástupci nejsilnější valonskou politickou stranou v zemi. Následně obsadili důležité posty ve vládě, včetně vicepremiéra. V době táhlé politické krize se vymezují především vůči socialistům.

## Politická orientace
MR historicky vychází z kombinace klasického a sociálního liberalismu. Prosazuje volné tržní hospodářství, zohlednění otázky životního prostředí, proces evropské integrace atd.